# Dominic Foley
Dominic Joseph Foley (Cork, 7 luglio 1976) è un calciatore irlandese, attaccante del Limerick.

## Carriera

### Club
Attualmente gioca in Belgio nel Cercle Bruges, dopo aver girovagato in prestito in molte squadre inglesi.

### Nazionale
Ha collezionato 6 presenze con la nazionale irlandese.